# 永建 (西凉)
永建（420年十月—421年三月）是十六国時期西涼君主李恂的年號，共計數月。

## 纪年
| 永建 | 元年  | 二年  |
| ---- | ----- | ----- |
| 公元 | 420年 | 421年 |
| 干支 | 庚申  | 辛酉  |

## 参看
- 中国年号索引
  - 其他时期使用永建的年号
- 同期存在的其他政权年号
  - 永初（420年六月—423年十二月）：南朝宋皇帝宋武帝刘裕的年号
  - 真兴（419年二月-425年七月）：夏国政权赫连勃勃年号
  - 建弘（420年正月-428年五月）：西秦政权乞伏熾磐年号
  - 太平（409年十月-430年十二月）：北燕政权冯跋年号
  - 玄始（412年十一月-428年十二月）：北凉政权沮渠蒙逊年号
  - 泰常（416年四月-423年十二月）：北魏政权拓跋嗣年号